# Xavier de Fourvières
Xavier de Fourvières, geboren als Albert Rieux (* 5. Februar 1853 in Robion, Département Vaucluse; † 27. Oktober 1912 in Robion) war ein französischer Prämonstratenser, Provenzalist und Romanist.

## Leben und Werk
Albert Rieux hatte 1874 in Notre-Dame de Fourvière (andere Schreibung: Fourvières) ein Erweckungserlebnis und trat bei den Prämonstratensern der Abtei Saint-Michel-de-Frigolet ein. 1878 legte er die ewigen Gelübde ab als Bruder Xavier de Fourvières (oder de Fourvière), provenzalisch: Savié de Fourviero (oder Xavièr de Forvièra, je nach der gewählten Orthographie). Er begeisterte sich für das Provenzalische, predigte erfolgreich in dieser offiziell verachteten Sprache, publizierte eine Grammatik sowie ein Wörterbuch des Provenzalischen (die bis heute immer wieder aufgelegt wurden), schrieb Werke  in provenzalischer/okzitanischer Sprache und wurde Mitglied (Majoral) des Félibrige. Als Folge der Trennung von Kirche und Staat verbrachte er die Jahre 1903 bis 1912 als Prior in Storrington, Horsham (District). Er begründete die Zeitschrift Lou Gau. Revisto mesadiero pèr li revendicacioun de la lengo prouvençalo à l'escolo, dins la cadiero e à la tribuno poupulàri (1897–1911).

In Avignon wurde eine Straße nach ihm benannt.

## Werke

### Grammatik und Wörterbuch
- Grammaire provençale, Bordeaux 2000 (u.d.T. Grammaire et guide de conversation provençales, Avignon 1908, Raphèle-lès-Arles 1986; u.d.T. Eléments de grammaire provençale, Avignon 1899)
- Lou pichot tresor. Dictionnaire provençal-français français-provençal, Bordeaux 2000 (23+1038 Seiten) (zuerst Avignon 1902; Handausgabe des Tresor von Frédéric Mistral, 2 Bde., 1879–1886)

### Belletristik (Auswahl)
- Lis Evangèli. (segui di) Pichòtis ouro dóu crestian 1904, Raphèle-lès-Arles 1986 (zuerst 1904)
- Lou brès de l'enfant Jèsu. Pastorale en trois actes et en vers, Raphèle-lès-Arles 1988
- En Mountagno. Dans la montagne, entre Digne et Barcelonnette, hrsg. von Bernard Ardura, Marseille 2003
- Escourregudo en Anglo-Terro = Promenade en Angleterre. L'Angleterre du XIXe siècle vue par un Provençal, hrsg. von Bernard Ardura, Marseille 2005 (andere Ausgabe Raphèle-lès-Arles 1986)